# Przegląd Geologiczny
«Przegląd Geologiczny» («Геологический обзор») — польский научный ежемесячный журнал. Основан в 1953 году. Журнал фокусируется на темах, связанных с геологией. Издаётся в Варшаве Государственным геологическим институтом. Адрес редакции: Варшава ул.Раковецкая, 4 (Польша). 
В журнале публикуются рецензируемые научные статьи и научные отчёты, в том числе обзорно-методические статьи, информационные статьи, экономические, организационные, правовые и геологические административные материалы, а также мемуары, рецензии на книги и отчёты об исторических и современных геологических событиях, а также новости по проблемам, актуальным для геологического сообщества,
Также издаются специальные тематические блокноты, связанные с важными геологическими конференциями.